# Leon Penner
Leon Penner (ur. 28 marca 1907 w Lutowiskach, zm. prawd. pod koniec lat 90. w Wiedniu) – polski adwokat i prokurator pochodzenia żydowskiego.

## Życiorys
Urodził się 28 marca 1907 w Lutowiskach. Był pochodzenia żydowskiego, synem Eliasza. Pochodził z Przemyśla. Kształcił się w Państwowym Gimnazjum w Jarosławiu, gdzie w 1921 ukończył III klasę. Został adwokatem. W połowie 1937 otworzył kancelarię adwokacką w Jarosławiu przy ulicy Kraszewskiego 4. Miał też kancelarię w Ustrzykach Dolnych.
Podczas II wojny światowej został zatrzymany przez Niemców, wywieziony z Jarosławia, i pod koniec 1942 osadzony w Zwangsarbeitslager Zaslaw. Za radą pochodzącego z pobliskiego Zagórza Alojzego Bełzy ps. „Alik” uciekł z obozu w styczniu 1943 i trafił do Karola i Władysława Szelków w Niebieszczanach. Drugi z nich był komendantem tamtejszej placówki ZWZ–AK. Wraz z żoną i córką został umieszczony u ich sąsiadów, tj. Wiktorii Rolnik. Miejscem ukrywania był wykonany uprzednio podkop w stajni, strych, a w czasie zagrożenia również las.
Został zaprzysiężony do Armii Krajowej i posługiwał się pseudonim „Leo” (względnie „Leon”) oraz „Jan”. Decyzją dowódcy obwodu AK Sanok, kpt. Adama Winogrodzkiego, otrzymał zadanie prowadzenia wywiadu radiowego. Prowadził nasłuch radiowy sowieckiej agencji TASS i rozgłośni niemieckich. Pozostając w Niebieszczanach w 1943 był członkiem patrolu dywersyjnego. Przez okres kilku tygodni był uczestnikiem walk polskiej partyzantki. Brał udział w akcji AK pod Wolicą. Z oddziału odszedł na własną prośbę. Fałszywe dokumenty dla Leona Pennera miał przygotować Mieczysław Przystasz. Po aresztowaniu Władysława Szelki (19 czerwca 1944) ukrywaniem Pennera zajmowali się Karol Szelka z żoną Stefanią. Penner przebywał we wsi Niebieszczany 21 miesięcy. Stamtąd, w trakcie akcji „Burza” 6 sierpnia 1944 został przyprowadzony przez Stanisława Osękowskiego ps. „Żbik” do stacjonującego w Zawadce Morochowskiej oddziału partyzanckiego „Południe” i tego dnia na własną prośbę został przyjęty do jego szeregów przez dowódcę, kapitana „Korwina”, oraz przydzielony przez tegoż do V plutonu pod komendą Piotra Dudycza ps. „Cezar”. W 1989 Władysław, Karol i Stefania Szelkowie zostali uhonorowani izraelskim odznaczeniem Sprawiedliwy wśród Narodów Świata za ukrywanie Leona Pennera.
Po zakończeniu wojny Penner trafił do Austrii. Jako prokurator oskarżał niemieckich zbrodniarzy wojennych w Katowicach i Warszawie. W marcu 1946 był oskarżycielem w procesie byłych członków SA przed Sądem Specjalnym w Chorzowie. W tym roku był działaczem Związku Pracowników Sądowych w Katowicach. W połowie 1946 był wiceprokuratorem Specjalnego Sądu Karnego w Katowicach. Jesienią 1946 i w 1947 był wiceprokuratorem Prokuratury Sądu Apelacyjnego w Katowicach. Pracując w tym charakterze w 1947 był członkiem koła lektorów przy Komitecie Wojewódzkim Polskiej Partii Robotniczej w Katowicach. W październiku 1947 został wybrany wiceprezesem zarządu Śląsko-Dąbrowskiego Oddziału Zrzeszenia Prawników Demokratów w Katowicach. Z ramienia Prokuratury Generalnej występował jako oskarżyciel w procesie Jürgena Stroopa i Franza Konrada, zakończonym wydaniem przez Sąd Wojewódzki w Warszawie wyroków śmierci w lipcu 1951. Później został pracownikiem Ministerstwa Sprawiedliwości Polski Ludowej. Sprawował stanowisko dyrektora Departamentu III Sądowego Prokuratury Generalnej PRL. Pełniąc tę funkcję występował jako prokurator w procesie gen. bryg. Augusta Emila Fieldorfa. Pracując w Prokuraturze Generalnej nie ujawnił swojej przeszłości w AK, co miało skutkować przykrościami ze strony współpracowników. Sam zaś oficjalnie podkreślił międzynarodowy charakter działalności AK.
Publikował w „Życiu Warszawy”, w „Nowinach Rzeszowskich”. Jako prokurator Prokuratury Generalnej w drugiej połowie grudnia 1957 był w składzie rządowej delegacji PRL w rokowaniach w Warszawie ze stroną ZSRR w sprawie podpisania umowy o pomocy prawnej i stosunkach prawnych w sprawach rodzinnych, cywilnych i karnych.
Przypuszczalnie w 1968 wyemigrował z Polski. Zmarł prawdopodobnie pod koniec lat 90. XX wieku w Wiedniu.
Miał syna Juliusza.

## Publikacje
- Akty oskarżenia i rewizje. Zasady sporządzania i przykłady (1954, współautorzy: Henryk Furmankiewicz, Maciej Majster)[41]
- Komentarz do ustawy z dnia 21 stycznia 1958 r. o wzmożeniu ochrony mienia społecznego przed szkodami wynikającymi z przestępstwa (1958)[42]
- Śledztwo w sprawie o spędzenie płodu (1956, tłumaczenie z jęz. rosyjskiego i opracowanie)[43]

## Ordery i odznaczenia
- Krzyż Kawalerski Orderu Odrodzenia Polski (22 lipca 1949)[44]
- Złoty Krzyż Zasługi (15 lutego 1946)[45]
- Medal 10-lecia Polski Ludowej (4 stycznia 1955)[4]